# بورس اوراق بهادار ریگا

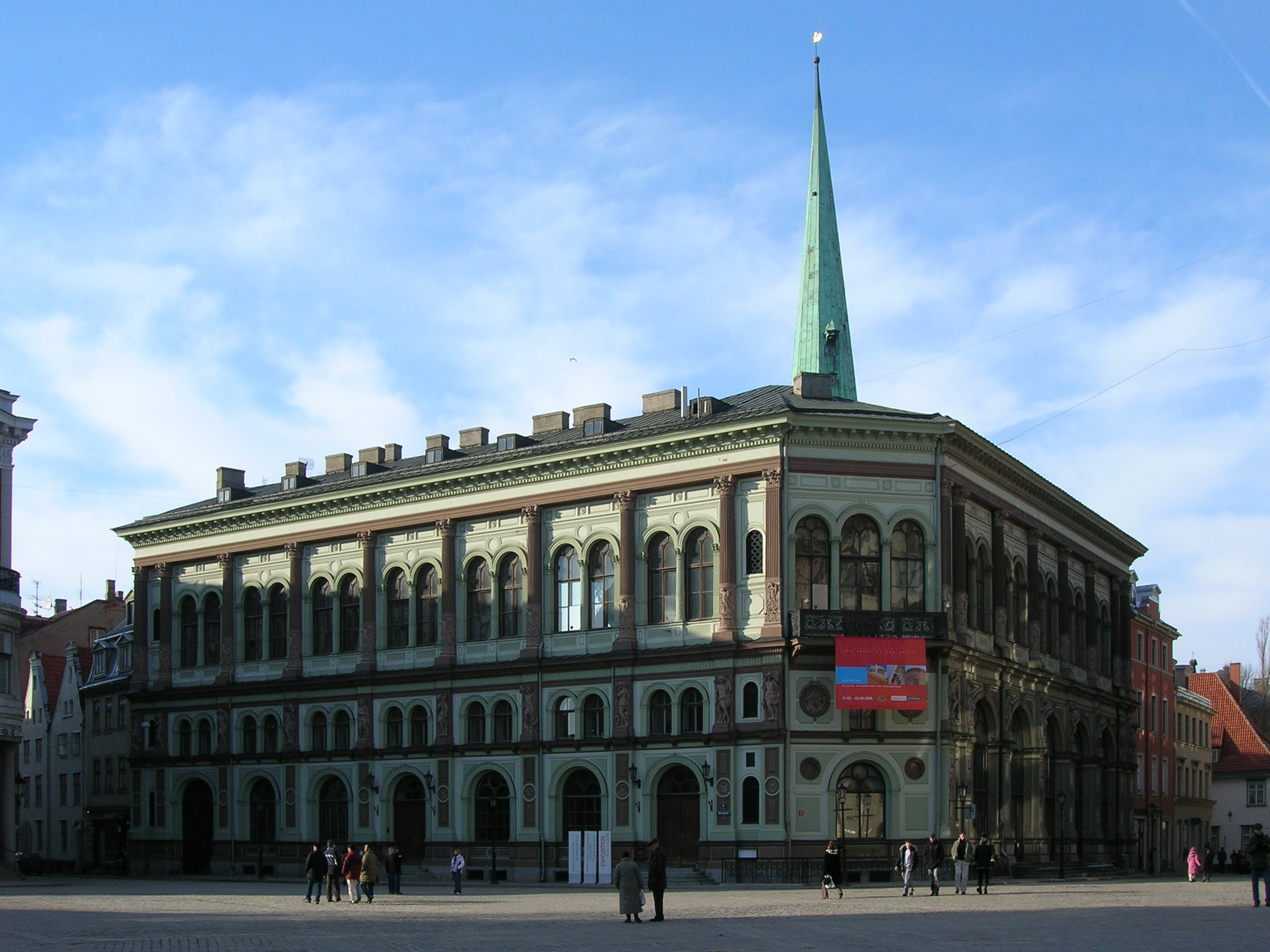
ساختمان محل برگزاری بورس ریگا

بورس اوراق بهادار ریگا (به انگلیسی: Riga Stock Exchange) که بنام نزدک اوام‌اکس ریگا نیز شناخته می‌شود، مجری و برگزارکننده بازار بورس اوراق بهادار در شهر ریگا، لتونی است، که مالک آن گروه نزدک اوام‌اکس می‌باشد.
این گروه برگزارکننده بازارهای بورس در کشورهای ایالات متحده آمریکا، دانمارک، سوئد، فنلاند، ایسلند، ارمنستان، لیتوانی و استونی است.
بورس ریگا در عمل توسط گروه اوام‌اکس مدیریت می‌شود. اوام‌اکس همچنین وظیفه مدیریت بر بازارهای بورس اوراق بهادار استکهلم و بورس اوراق بهادار هلسینکی را نیز برعهده دارد.